# تکیت (کالیفرنیا)
تکیت (به انگلیسی: Tecate) یک منطقهٔ مسکونی در ایالات متحده آمریکا است که در شهرستان سن دیگو، کالیفرنیا واقع شده‌است. تکیت ۲۰۷ نفر جمعیت دارد.